# Janesville (Minnesota)
Janesville é uma cidade localizada no estado americano de Minnesota, no Condado de Waseca.

## Demografia
Segundo o censo americano de 2000, a sua população era de 2109 habitantes.
Em 2006, foi estimada uma população de 2194, um aumento de 85 (4.0%).

## Geografia
De acordo com o United States Census Bureau tem uma área de
3,3 km², dos quais 3,3 km² cobertos por terra e 0,0 km² cobertos por água. Janesville localiza-se a aproximadamente 325 m acima do nível do mar.

## Localidades na vizinhança
O diagrama seguinte representa as localidades num raio de 16 km ao redor de Janesville.